# Fire Records (Reino Unido)
Fire Records  es una compañía discográfica independiente británica fundada en 1986 por los críticos y analistas del rock Johnny Waller y Clive Solomon, El estilo de la discográfica se basa en la  cultura underground y también en la música underground de la década de 1980 y 1990.
También la discográfica se encarga de tener un seguimiento de culto al igual que también aborda artistas que actualmente se consideran de culto.

## Algunos artistas de la discográfica
- Bardo Pond
- Close Lobsters
- Dead Famous People
- Delicate AWOL
- Dream Syndicate
- Guided by Voices
- Mission of Burma
- Modern Studies
- Pere Ubu
- The Blue Aeroplanes
- The Chills
- The Servants